# 赤ちゃんはどこからくるの?
『赤ちゃんはどこからくるの？』（あかちゃんはどこからくるの?）は、セガのニンテンドーDS用ゲームソフト。2005年10月20日発売、CEROレーティング全年齢対象。略称「あかどこ」。『きみのためなら死ねる』の続編である。アメリカとヨーロッパでは『The Rub Rabbits!』という名称で発売。ディレクターは吉永匠。

## 概要
街ですれ違ったヒロインに一目惚れした主人公が、11人のライバルと幼なじみの天才少女の妨害をかわしつつヒロインと親しくなるというストーリー仕立てのミニゲーム集である。ゲームによってはニンテンドーDSを横や上下逆に持つ必要があり、機能の限界に挑戦したゲームともいえる。
『きみのためなら死ねる』では英語表示対応だったが今回は非対応となっている。
アメリカでは2006年2月7日、ヨーロッパでは2月10日に発売。前作『きみのためなら死ねる』と同様、ESRBはT、PEGIは7+、とある程度の年齢制限がある。

## ゲーム進行
本作の進行は前作『きみのためなら死ねる』と同様にミニゲームをプレイしながらストーリーを追うという物である。しかしミニゲームの数は各話に1つずつとなり、クリアすることで次の話に進むという形となった。全38話で、ゲームの数も38となる。最終話をクリアした後上位の難易度が出現するのも前作と同じであるが、本作では途中のボス系ゲームやラブシーンにも難易度が別に設定されるようになった（3段階）。
ヒロインの着せ替えを行う「マニアック」の仕様も変更され、ミニゲームをクリアするごとに加算されるポイントの累計と、前作同様のミニゲームに関する4コママンガ風デモの特定箇所に隠されたポイントの発見数により衣装が追加される。また、一部の衣装では模様をプレイヤーがデザインすることができる。今回はメモリーズの選択画面にもヒロインが登場する他、ラブシーン系のゲームでも着替えが反映されるようになっている。

## ゲームモード
ストーリー
ミニゲームをクリアしていくことでストーリーを進めていく。
メモリーズ
ストーリー中でクリアしたミニゲームを1～10レベル通しでプレイする。なお、ボス系やラブシーン系のゲームにも今回はレベルが設定されており、これらのゲームでは1～3レベル通しプレイとなる。
アタック
特定のミニゲームでのタイムアタック。
マニアック
ポイントなどで獲得した服でヒロインの着替えを行う。
コヅクリ
結婚式のケーキカットの要領で相性診断を行う。ここで産まれた子供はツウシンで他のプレイヤーの赤ちゃんと会った際にお互いに模様の交換を行う。
ツウシン
ミニゲームによる対戦と模様の交換ができる。対戦は人数とゲームを選択して他のDSにプログラムを転送する方式で行い、交換は他のDSにいる赤ちゃんとの間で行う。
クンズホグレツ
一方がボタンを押した後、そのまま次のプレイヤーが別のボタンを押し、その間に前のプレイヤーが押していたボタンを放すという方式で連続してプレイできた人数を競う。ちなみに「組んず解れつ」と書く。

## ミニゲーム
以下に挙げるのはごく序盤の物である。
ギャクソウ
エスカレーターに乗っているジェントルマンや力士、共に逆走しているライバルをかわしながら登っていく。
ピアノ
ピアノの鍵盤が光ったらすかさず弾く。
フキヤ
吹き矢の筒を動かしてターゲットを定め、息を吹きかけることで上空から来るライバルを撃ち落とす。
ディスク
円盤を投げてヒロインの元へ届ける。
アイズ
ヒロインの正面に回り込み、周りにいるライバルに当てないように自分の視線をヒロインに向ける。
ジャンケン
ライバルたちとジャンケン勝負。
コクハク
花火大会を見ているヒロインに近づく。

## テーマソング
電波ソングとみなす意向が強いが、これはレオシュ・ヤナーチェクやスティーヴ・ライヒのオペラに見られるように、イントネーションを平均律化して歌う「発話旋律」の類いである。

## 関連リンク
- 赤ちゃんはどこからくるの?公式サイト - ウェイバックマシン（2013年9月13日アーカイブ分）
- ニンテンドーDSサイトのソフト紹介ページ